# Non-Domestic Substances List
Die Non-Domestic Substances List (NDSL) ist ein Teil der kanadischen Chemikaliengesetzgebung. Sie ist das Gegenstück zur Domestic Substances List und enthält im Gegensatz zu dieser, diejenigen Substanzen, die in Ländern außerhalb Kanadas (de facto in den USA) auf dem Markt sind, nicht jedoch in Kanada selbst. Für neue Substanzen, das heißt, solche die weder auf den DSL noch auf der NDSL gelistet sind, gelten die umfangreichsten Anforderungen, wenn sie in Kanada angemeldet werden sollen. Für Substanzen, die in der NDSL gelistet sind, sind die Anforderungen in der Regel deutlich niedriger.
Die NDSL-Liste basiert auf der US-amerikanischen TSCA-Liste.